# Motocultor Festival
 (août 2024).
La mise en forme du texte ne suit pas les recommandations de Wikipédia : il faut le « wikifier ».
Les points d'amélioration suivants sont les cas les plus fréquents. Le détail des points à revoir est peut-être précisé sur la page de discussion.
- Les titres sont pré-formatés par le logiciel. Ils ne sont ni en capitales, ni en gras.
- Le texte ne doit pas être écrit en capitales (les noms de famille non plus), ni en gras, ni en italique, ni en « petit »…
- Le gras n'est utilisé que pour surligner le titre de l'article dans l'introduction, une seule fois.
- L'italique est rarement utilisé : mots en langue étrangère, titres d'œuvres, noms de bateaux, etc.
- Les citations ne sont pas en italique mais en corps de texte normal. Elles sont entourées par des guillemets français : « et ».
- Les listes à puces sont à éviter, des paragraphes rédigés étant largement préférés. Les tableaux sont à réserver à la présentation de données structurées (résultats, etc.).
- Les appels de note de bas de page (petits chiffres en exposant, introduits par l'outil «  Source ») sont à placer entre la fin de phrase et le point final[comme ça].
- Les liens internes (vers d'autres articles de Wikipédia) sont à choisir avec parcimonie. Créez des liens vers des articles approfondissant le sujet. Les termes génériques sans rapport avec le sujet sont à éviter, ainsi que les répétitions de liens vers un même terme.
- Les liens externes sont à placer uniquement dans une section « Liens externes », à la fin de l'article. Ces liens sont à choisir avec parcimonie suivant les règles définies. Si un lien sert de source à l'article, son insertion dans le texte est à faire par les notes de bas de page.
- La présentation des références doit suivre les conventions bibliographiques. Il est recommandé d'utiliser les modèles {{Ouvrage}}, {{Chapitre}}, {{Article}}, {{Lien web}} et/ou {{Bibliographie}}. Le mode d'édition visuel peut mettre en forme automatiquement les références.
- Insérer une infobox (cadre d'informations à droite) n'est pas obligatoire pour parachever la mise en page.

Pour une aide détaillée, merci de consulter Aide:Wikification.
Si vous pensez que ces points ont été résolus, vous pouvez retirer ce bandeau et améliorer la mise en forme d'un autre article.
Le Motocultor Festival est un festival de heavy metal organisé dans le pays de Vannes, dans le département de Morbihan, Bretagne, en France,. À partir de 2023, le festival se déroule à Carhaix, sur le site du Festival des Vieilles Charrues de Kerampuilh. Il accueille environ une centaine de groupes internationaux et locaux sur trois jours et, depuis 2019, sur quatre jours.
Le festival démarre en 2007, d'abord en salle, puis à partir de 2010 en extérieur. Ce festival, fondé en 2007 par Yann Le Baraillec, reprend le nom d'un groupe de musique appelé Motocultor, faisant des reprises disco de génériques de séries d'animation.

## Histoire

### Origines et débuts
La première édition du festival a lieu à Saint-Avé, le samedi 25 août 2007, devant 200 personnes venues voir The ARRS, Battle Rock: The Pookies Vs SwadD, Origin Hell, Arcania, Nailhead, Made In Pleasure et Zot. Le festival 2008 a lieu à Saint-Avé, dans la salle de sport Pierre le Nouail, à côté du Dôme. Le festival se déroule devant 350 personnes, le samedi 30 août 2008. L'affiche se compose de : Punish Yourself, Four Horsemen, Andréas et Nicolas, Impureza, Nemeton, Existence, Kraainen, Ze Mamut Orkestra et d'un concours officiel d'air guitar.
Initialement prévu les 28 et 29 août 2009 à Arradon le festival fut annulé par la mairie d'Arradon environ un mois avant la tenue de l'évènement. Hanzel und Gretyl, Banane Metalik, Trepalium, No Return, The ARRS, The CNK, High Voltage, Shadyon, Maëlstrom, Under The Abyss, Mister Alone devaient se produire lors de cette édition. La raison de cette annulation est l'imagerie de Hanzel und Gretyl qui aurait effrayé des élus de la mairie d'Arradon.
Une version légère du Motocultor Festival est donc organisée au Dôme, à Saint-Avé, le samedi 31 octobre 2009, avec les groupes Mononc' Serge et Anonymous, Trepalium, Four Horsemen et Made in Pleasure,,.

### 2010–2014

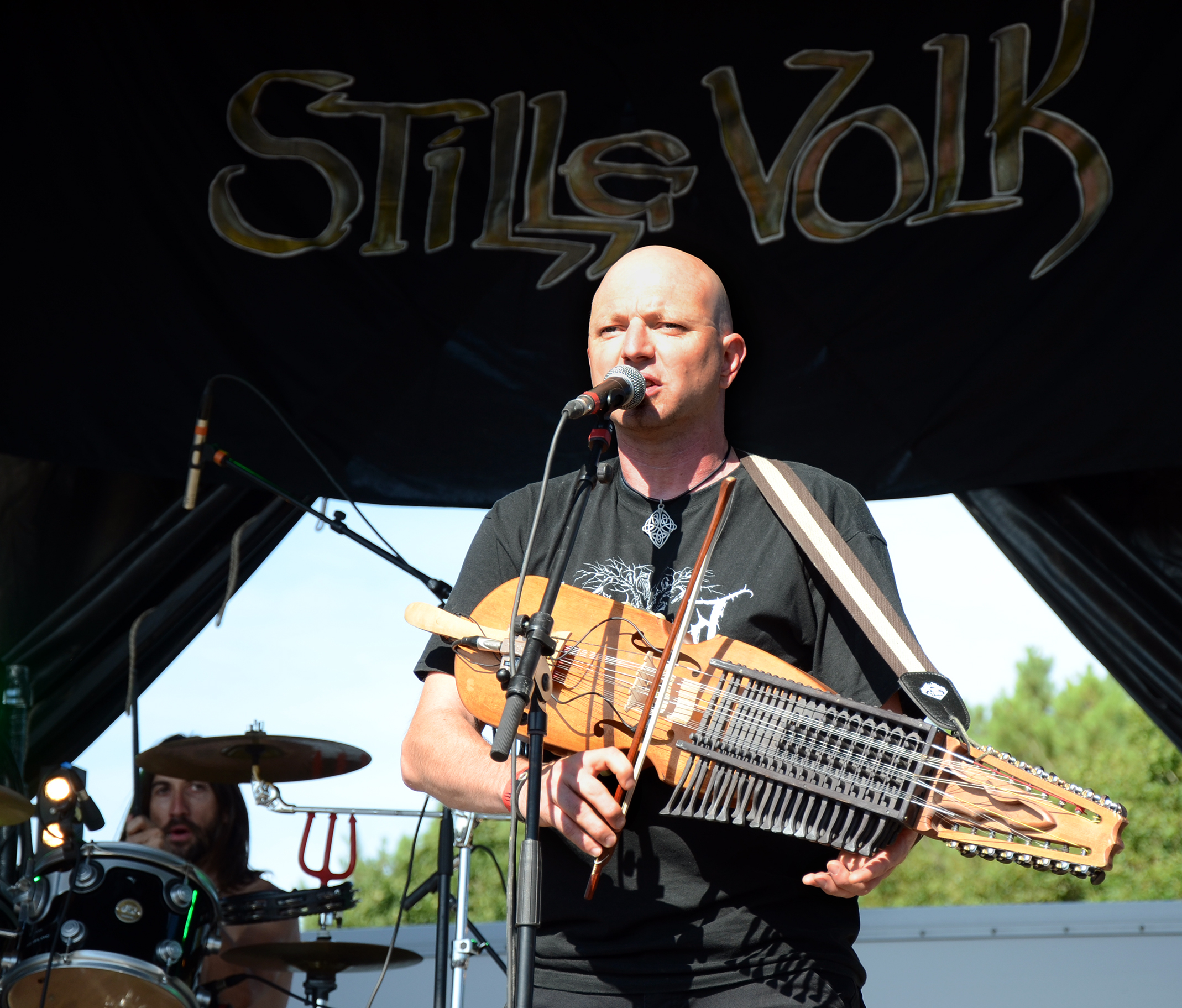
Stille Volk au Motocultor à Theix, le 17 août 2012.

Le festival de 2010 prend de l'ampleur et se déroule du 27 au 29 août 2010, à Séné, dans le Morbihan, pour la première fois sur 3 jours et en plein air, à côté du Stade Le Derf, route de Moustérian. 44 groupes sont programmés sur les deux scènes : la Dave Mustage et la Supositor Stage. Malgré une fréquentation un peu légère (4 500 entrées payantes), à cause de l'annonce tardive des groupes, le festival se passe bien et les élus locaux de Séné constatent la bonne organisation et la bonne ambiance du festival. Le public et les professionnels encensent aussi cette première édition open air.
Le festival continue son expansion et se déroule du 19 au 21 août 2011, à Theix, dans le Pays de Vannes, en plein air. Il accueille à nouveau 45 groupes sur deux scènes, la Dave Mustage (scène principale) et la Supositor. Le festival organise son premier tremplin qui se déroule au 4bis, à Rennes, au mois d'avril. Les 5 finalistes sont In Memory of Heather, Heroes Die First, Dysfunctional, Jumping Jack et Sinscale. Les vainqueurs, ex-æquo, sont Jumping Jack et Sinscale qui sont ainsi invités à se produire lors du festival et à l'affiche au même titre que les groupes professionnels, lors de la première annonce, le 28 avril 2011. Le Motocultor Festival peut être considéré comme le « petit frère » du Hellfest. La tête d'affiche du vendredi 19 août est Marduk, celle du samedi 20 est New Model Army et celle du dimanche 21 Hatebreed.
L'édition 2012 du festival se déroule en plein air, du 17 au 19 août, devant 11 000 spectateurs, à Theix pour la deuxième année consécutive. Une quarantaine de groupes se produisent sur les 2 scènes, la Dave Mustage et la Supositor Stage. Les trois têtes d'affiche sont : Coroner, Behemoth et Immortal. Le Motocultor Festival organise son deuxième tremplin, permettant au gagnant de se produire lors du festival. Il s'est déroulé au 4bis, à Rennes, le 28 avril 2012. Les 5 finalistes sont Pictured, Agony of the Bleeding Flesh, Collaps Machines, Warmachine et Drakwald. Le vainqueur du tremplin est Warmachine. Le groupe Pervert Asshole, vainqueur du tremplin Headbang Contest gagne le droit de jouer le dimanche 19 août. Electric Wizard a annulé pour cause de problème de santé, ils sont remplacés par Absurdity le jour même. Deicide, The Exploited, Riverside, Resistance, Exit Ten (en) et The Generators annulés et été remplacés respectivement par Krisiun, Napalm Death, Arkona, Ataraxie, As They Burn et Peter Pan Speedrock.
Le festival se déroule du 16 août au 18 août 2013 en Bretagne, à Saint-Nolff sur le site de Kerboulard, 45 groupes se produisent sur la Dave Mustage et la Supositor Stage pour une affluence de 12 000 personnes. Les trois têtes d'affiche sont : Annihilator, Exodus et Therion. Le Motocultor Festival organise son troisième tremplin, permettant au gagnant de se produire lors du festival. Il s'est déroulé au 4bis, à Rennes, le samedi 13 avril 2013. Les 5 finalistes sont Ellipse, Jackhammer, Discloser, Voight Kampff, El Royce. Le vainqueur du tremplin est Voight Kampff, ils joueront donc cette année lors du festival. Le groupe Sustaincore, vainqueur du tremplin Headbang Contest de Lyon et Lutece, vainqueur du tremplin Headbang Contest de Paris, ont gagné le droit de jouer au festival. Le groupe Mass Murderers annule sa participation au festival. Le groupe Eyehategod a annulé sa participation au festival quelques heures avant de jouer car ils se sont trompés de lieu. Ils s'étaient rendus à Clermont-Ferrand un jour trop tôt et ne pouvaient pas venir à Saint-Nolff à temps pour jouer. Les groupes Aborted et Eluveitie ont échangé leur place dans le running order le jour même de leur venue tout comme System Divide et Belenos.
En 2014, le festival s'est déroulé pour la deuxième fois à Saint-Nolff du 15 août au 17 août sur le site de Kerboulard, 45 groupes s'y sont produits sur deux scènes : la Dave Mustage et la Supositor Stage. 17 000 festivaliers cette année, un nouveau record pour le Motocultor, qui organise son quatrième tremplin, permettant au gagnant de se produire lors du festival. Il se déroulé au 4bis, à Rennes, le samedi 12 avril 2013. Les 5 finalistes sont Ayers, Creeping Devil Cactus, Dawn Of Might, Bestial Nihilism et Urban Attack. Le vainqueur du tremplin est Dawn of Might qui a donc joué cette année lors du festival. Death Angel et Birds in Row ayant annulé leurs participations au festival, ils sont remplacés respectivement par Cancer et The Decline!. Le vainqueur, Naïve, et le groupe arrivé à la seconde place, Enemy of the Enemy, du Headbang Contest 2014 participeront cette année au Motocultor Festival. La finale de ce concours a eu lieu au Triel open air.

### 2015–2019

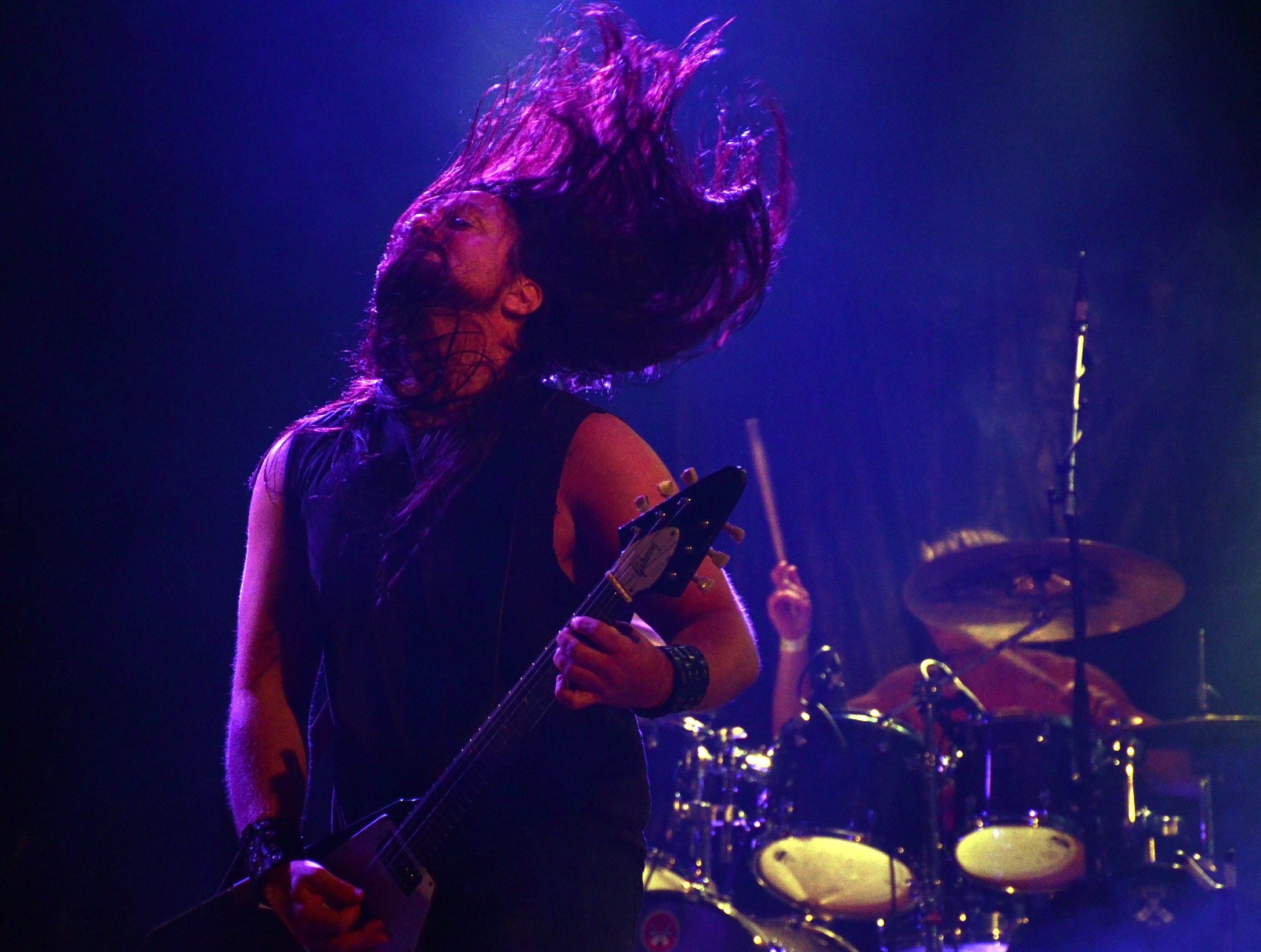
God Seed à l'édition 2015 du Motocultor.

Le Motocultor Festival 2015 se déroule du 14 au 16 août, avec plus de 60 groupes prévus à l’affiche. Petite nouveauté de 2015, l’apparition de la Massey Ferguscène, la troisième scène, qui a notamment pu accueillir Orange Goblin, Agalloch ou encore Gutalax. Plus de 20 000 festivaliers étaient attendus sur le site de Kerboulard. Le cinquième tremplin du Motocultor Festival se déroule, comme chaque année, au 4 Bis, à Rennes. Il prévoit 5 finalistes : Hentgarm, Muezli, Suppose It’s War, Vaginal Cassoulet, et Alternine. Ce sera Muezli qui remportera la finale et qui jouera. En ce qui concerne le Headbang Contest dont la finale, s’est déroulé le 7 juin 2015, au Divan du Monde à Paris, deux groupes ont été sélectionnés pour participer à l’affiche du Motocultor : Heart Attack et One Last Shot. Cette édition sera un gros succès et l’annonce des premiers groupes pour l’édition 2016 ne se fera pas attendre. Néanmoins, passé cette édition, le futur du festival reste incertain.
L'édition 2016, qui s'est déroulée du 19 au 21 août, innove. Pour la première fois, les deux scènes principales, la Dave Mustage et la Supositor Stage, sont recouvertes par des chapiteaux pour les protéger des intempéries. Cette édition a enregistré 20 800 entrées. L'édition 2017 se déroule du 18 au 20 août et enregistre 23 000 entrées. L'édition 2018 se déroule du 17 au 19 août. Annoncée à guichets fermés avec 27 000 entrées sur trois jours, cette 11e édition du Motocultor festival a poussé sa jauge de 1 000 entrées par jour. Elle atteint ainsi le compte rond de 30 000 entrées.
Pour l'année 2019, le Motocultor inclut un 4e jour et se déroule du 15 au 18 août. L’édition 2019 est une année record puisque 42 000 festivaliers ont été réunis sur 4 jours.

### Années 2020
L'édition de 2020, qui devait se dérouler du 13 au 16 août, est annulée à la suite du discours d'Édouard Philippe présentant les contours du plan de déconfinement à l'Assemblée nationale le 28 avril 2020, dans lequel le Premier Ministre affirme que les grands festivals et événements sportifs et culturels de grande ampleur ne pourraient être à leur tour déconfinés qu'à partir, au mieux, de septembre 2020.
L'édition 2021, qui devait se tenir du 19 au 29 août, est annulée le 5 août par l'organisation en raison du nombre en hausse de cas de Covid-19 au sein du département. L'année 2022 marque la 13e édition du Motocultor qui se déroule sur 4 jours, du jeudi 18 au dimanche 21 août, à Saint-Nolff. Une quatrième scène voit le jour durant cette édition, et 44 000 festivaliers sont réunis sur 4 jours. À la suite de l'annonce de la programmation du groupe Týr, une pétition a été émise dénonçant les positions idéologiques du chanteur au regard de la chasse aux dauphins des îles Féroé à laquelle il participe. Cette pétition visant à l'annulation du groupe a cumulé plus de 25 000 signatures. Elle n'a cependant pas abouti. L'édition 2022 sera la dernière à avoir lieu dans la ville de Saint-Nolff.
En 2023, après un différend avec la commune de Saint-Nolff, le festival déménage à Carhaix, sur le site qui accueille le Festival des Vieilles Charrues, afin de poursuivre son évolution,. l'édition 2023 occupe le site du festival des Vieilles Charrues. La fréquentation atteint les 54 000 personnes tandis que la programmation compte 110 groupes sur 4 scènes.
Pour 2024, le festival reste implanté dans son nouvel écrin du centre Bretagne à Carhaix. Toutefois, la direction du festival annonce un retour sur le sol de Saint-Nolff à travers la création d'un nouveau festival : Re-Animator Festival . De moindre ampleur, ce "petit frère" du Motocultor se déroule sur 3 jours,. L'édition rencontre un succès identique à l'année précédente, réitérant les 54 000 entrées. Yann Le Baraillec, directeur du festival, se satisfait du nombre croissant de partenaires privés que le festival attire, malgré un bilan financier encore fragile. Au dernier jour de cette édition, il annonce les dates de l'édition 2025 et les douze premiers groupes de l'affiche, incluant Machine Head, Dimmu Borgir, LANDMVRKS ou Eivør,.